# 나스리딘 혼
나스리딘 혼(우즈베크어: Nasriddin xon)은 코칸 칸국의 마지막 칸이다.